# Eine
Eine is een straatdorp in de Belgische provincie Oost-Vlaanderen, het was een zelfstandige gemeente tot aan de gemeentelijke herindeling van 1965. Het dorp, dat tot de Vlaamse Ardennen wordt gerekend, ligt aan de linkeroever van de Schelde en de deels overwelfde Marollebeek (vroeger de Grote Beek genaamd) doorkruist het dorp. Eine grenst samen met onder meer Bevere aan Oudenaarde-Centrum. Sint-Eligius is de patroonheilige van het dorp.
Eine en Bevere zijn twee aan elkaar groeiende woonkernen met het Oudenaardse industrieterrein op de buitenrand. In Eine bevindt zich ook het centrale kerkhof, het containerpark en de waterzuiveringsinstallatie van Oudenaarde. 

## Geschiedenis
Eine is al oud en de naam zou komen van Agina, wat beek betekent. In 1089 werd Eine voor het eerst schriftelijk vermeld, als Einis. De heren van Eine behoorden aanvankelijk tot de familie Van Petegem. Vanaf de 12e eeuw kwam Eine achtereenvolgens aan de families de Landast, Baucourt, Mastaing, de Langlée, Pecq en de Lichtervelde. In 1185 werd een kapittel opgericht door Arnulf de Landast. Dit kapittel werd in 1796 ontbonden.
In Eine werd een belangrijk deel van de Slag bij Oudenaarde (1708) uitgevochten. Enkele kapelletjes in de omgeving herinneren daar nog aan.
Vanaf 1857 werd de spoorlijn van Gent naar Oudenaarde aangelegd en ontstond er enige industrie, maar de verstedelijking en industriële ontwikkeling zette zich vooral door in de 2e helft van de 20e eeuw.

## Demografische ontwikkeling
- Bronnen:NIS, Opm:1831 tot en met 1965=volkstellingen

## Bezienswaardigheden

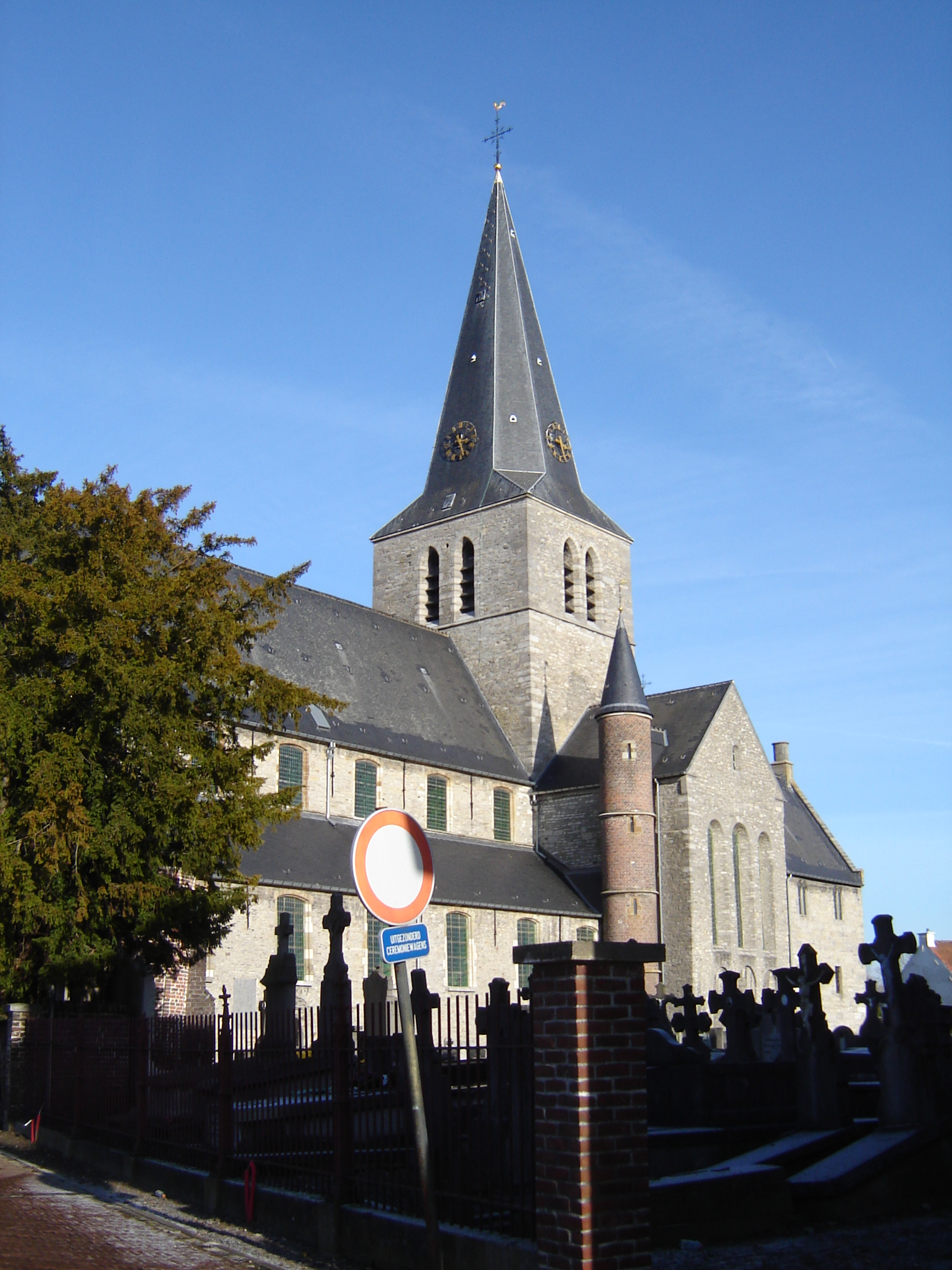
De laatromaanse Sint-Eligiuskerk

- De laatromaanse Sint-Eligiuskerk met gotisch verbouwde dwarsbeuk en hooggotisch koor. Romaanse crypte en kerkschat.

De kerk bevat o.m. een 17e-eeuwse orgelkast (1651), wat vrij uitzonderlijk en zeldzaam is in de ruime regio.
- Het kanunnikenhuis, het voormalig verblijf van de koorheren heeft zijn oorspronkelijke binneninrichting van circa 1700 grotendeels en in behoorlijke staat bewaard.
- In Eine bevindt zich eveneens een standbeeld van Prosper De Maeght, die aan de oorsprong lag van de Einse Fietel, een jaarlijkse kermisstoet met opvoeringen van volkse wagenspelen.
- Op de Ohiobrug over de Schelde, in de richting van Nederename, staan vier beelden van Amerikaanse bizons, herinnering aan de Amerikaanse hulp bij de heropbouw van onder meer deze brug na de Tweede Wereldoorlog. Sinds 23 juni 2007 staat er op het vernieuwde Ohioplein een informatiepaneel met daarop de geschiedenis van de Ohiobrug. Deze brug was de eerste brug in spanbeton in België, geschonken door Ohio, een staat van de Verenigde Staten ter nagedachtenis aan de Slag aan de Schelde tijdens de Eerste Wereldoorlog. Het was de 37e divisie die hier strijd leverde. In 1940 werd de brug opgeblazen, maar ze werd groter dan voorheen heropgebouwd.

## Natuur en landschap
Eine ligt aan de Schelde. De Marollebeek, nu deels overkluisd, vloeit hier in de Schelde. Eine is vastgebouwd aan de stad Oudenaarde en aan de voorstad Bevere, waartussen aan de N60 een groot bedrijventerrein ligt.
Langs de Schelde ligt het natuurgebied de Heurnemeersen. Dit ligt voor 1/3de in Eine en 2/3de in Heurne en wordt beheerd door Natuurpunt.

## Verkeer

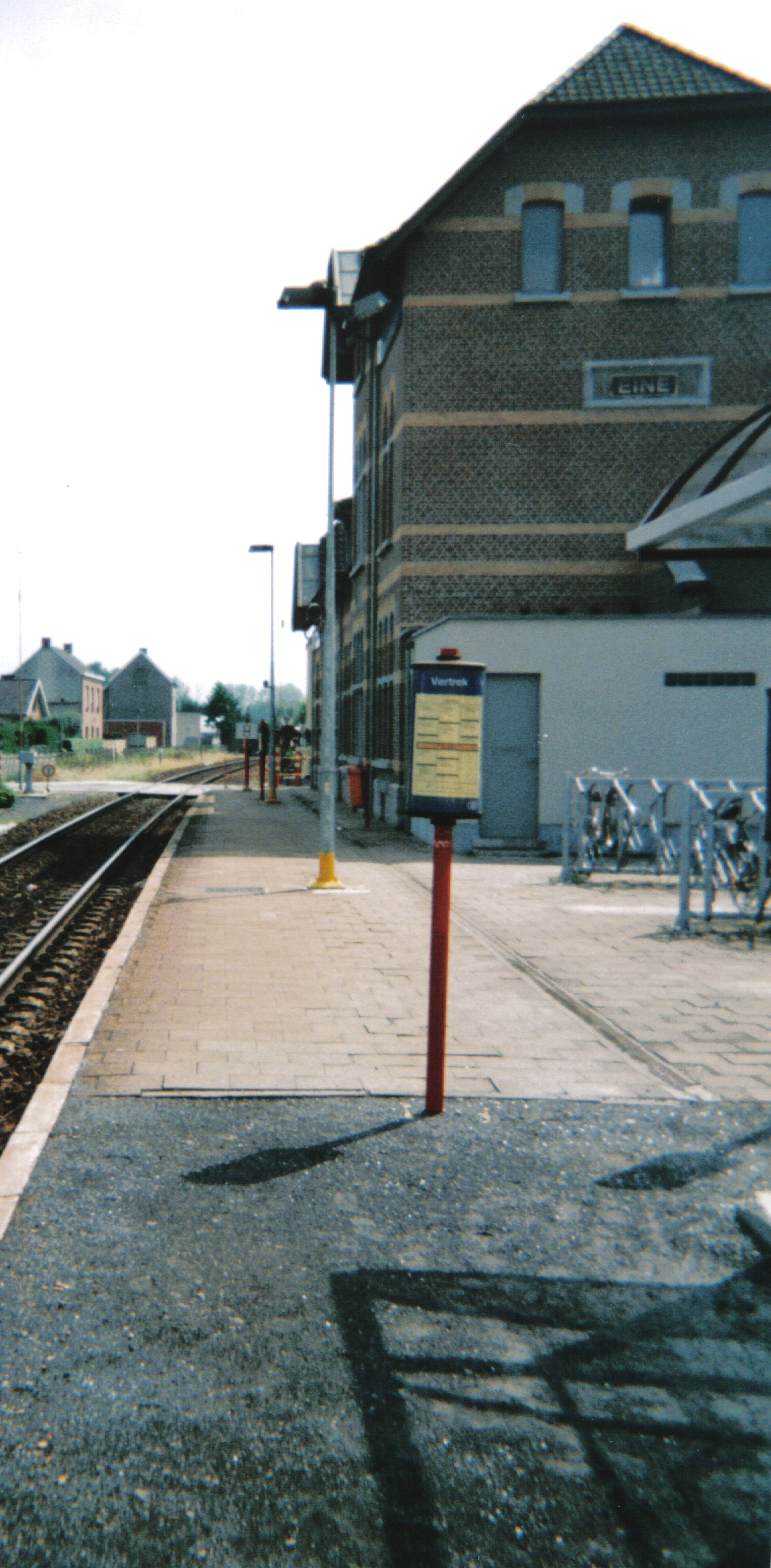
Station van Eine

In 1857 werden Oudenaarde en Gent door een spoorlijn verbonden. Het oude, gerestaureerde stationsgebouw, treinstation van de NMBS, is niet meer als verkooppunt in gebruik. Ook de N60 loopt door Eine.

## Bekende inwoners
- Verbonden met Eine is Graaf Arnulf I van Landast (ook Arnold of Arnoud), heer van de heerlijkheid van Eine en Heurne, die in 1209 na een kruistocht naar Jeruzalem zijn triomfantelijke intrede deed in Eine. De huidige Sint-Pietersomgang met zegening door de plaatselijke kerkelijke overheid van paarden en (landbouw)voertuigen zou hier nog uit voortspruiten. In de kerk herinnert een grafmonument en een 'relikwie van het Heilige Kruis' aan deze historische figuur. In het dorp is een Graaf van Landaststraat naar hem genoemd.

- Eine was de geboorte- en woonplaats van Nestor de Tière (1856-1920), auteur van literair werk, zoals "Wilde Lea" (1894), bekend door de bewerking van de Blauwe Maandag Compagnie (1991, nu Het Toneelhuis). De Nestor de Tièrestraat is naar hem genoemd.

- Ook de naïeve kunstschilder Ernest Van den Driessche (1894-1985) uit de Nestor de Tièrestraat kreeg een zekere bekendheid. Hij nam deel aan exposities over naïeve schilderkunst in de jaren zestig in Brussel, Hasselt, Luik, Bratislava (1966, 1969) en Zagreb (1970). Hij hield tentoonstellingen van 1964 tot 1970 in Assenede, Gent, Lokeren, Oudenaarde, Waregem, Verviers, Parijs en Keulen. Van den Driessche schilderde instinctief en zeer kleurrijk over het volkse leven in Eine: Het dorpsfeest, Maskers. In het dialect van zijn dorp sprak hij bescheiden van 'peetsies tiekenen' (poppetjes tekenen).
- André Van Herpe (1933-2024), voetballer

- Performer, operazanger en regisseur Benjamin Abel Meirhaeghe (Eine, 1995) werd geboren en groeide op in Eine. Hij studeerde aan de Toneelacademie van Maastricht en staat bekend voor het combineren van verschillende kunstvormen in de operascene. Eerder maakte hij de dans- en muziekvoorstellingen My Inner Songs met Laurens Mariën, Het sterven met Kim Karssen en The Ballet, met Emiel Vandenberghe.

## Evenementen
- Voorlaatste zondag van juni: Sint-Pieterfeesten. Het feest begint reeds om 8 uur met een paarden- en tractorenwijding. Daarna is er een receptie met onder meer Cnudde, het bier dat door de plaatselijke brouwerij gebrouwen wordt. Dit bier wordt ook het kerkhofbier genoemd.
- Vierde zondag van september: de Koddige Fietel.

## Nabijgelegen kernen
Oudenaarde, Heurne, Lede (Kruisem), Nederename, Bevere